# Freier Träger
Als freier Träger wird im Sozialgesetzbuch eine Institution bezeichnet, die Personal und Sachmittel für Dienstleistungen zur Verfügung stellt und nicht öffentlicher Träger bzw. Verwaltungsträger (Gemeinde, Landkreis, Land, Bund) ist. Unternehmen in freier Trägerschaft bieten oft Dienstleistungen wie Kinderbetreuung, freie Schulen, Kinder-, Jugend- und andere soziale Hilfen an.
Im engeren Wortgebrauch wird ein kommerzieller, gewinnorientierter, also privatgewerblicher Träger (z. B. ein Mutter-Kind-Heim als GmbH) nicht als freier Träger bezeichnet, womit sich der Kreis freier Trägerschaft auf gemeinnützige Vereine, Gesellschaften (gGmbH), Stiftungen sowie die freien Wohlfahrtsverbände beschränkt.
Zunehmend bieten auch kommerzielle Anbieter soziale Dienstleistungen an. Während diese früher zumeist von der öffentlichen Finanzierung ausgeschlossen waren, sind hier deutliche Veränderungen zu verzeichnen. Auch wird bezweifelt, dass die zuweilen bestehende Privilegierung der traditionellen, gemeinnützigen freien Träger bei der öffentlichen Bezuschussung mit dem europäischen Wettbewerbsrecht vereinbar ist, sodass eine weitere Entwicklung der Trägerlandschaft zu erwarten ist. Damit einher geht eine Auflösung des engeren Wortsinnes. Das Statistische Bundesamt unterscheidet beispielsweise zwischen gemeinnützigen (z. B. kirchlichen) und nicht-gemeinnützigen (z. B. privatgewerblichen) Trägern.:12

## Tätigkeit
Der freie Träger führt entsprechend seinem eigenen Auftrag und seinem Selbstverständnis Maßnahmen durch (z. B. Ferienlager für Kinder), unterhält Einrichtungen (wie Altenclubs) oder macht Angebote (beispielsweise Erziehungsberatung). Hierfür erhält der freie Träger Zuschüsse der öffentlichen Hand. Traditionell waren diese Zuschüsse nicht kostendeckend, sondern sollten nur das Engagement des freien Trägers stützen (siehe auch Subsidiarität).
Mit der seit den 1990er Jahren stärker gewordenen Einforderung öffentlicher Verantwortung und dem gleichzeitigen Rückzug der kommunalen Träger verändert sich auch die Trägerlandschaft und kostendeckende öffentliche Zuschüsse wurden immer häufiger verlangt und z. T. auch gezahlt. Im Zuge knapper kommunaler Kassen, des demographischen Wandels (mehr Ältere, weniger Jugendliche), einer von den öffentlichen Trägern teilweise forcierten Konsolidierung der lokalen Trägerlandschaften und der Finanzkrise 2008 hat sich diese Entwicklung wieder umgekehrt.

## Bundesweit bekannte freie Träger (Auswahl)
- Arbeiterwohlfahrt (AWO)
- Deutscher Caritasverband
- Deutsches Rotes Kreuz (DRK)
- Der Paritätische Wohlfahrtsverband (DPWV) als Dachverband vieler kleiner Träger
- Deutscher Bundesjugendring (DBJR) als Arbeitsgemeinschaft der Jugendverbände
- Diakonisches Werk
- Evangelische Kirche
- Internationaler Bund – Freier Träger der Bildungs-, Jugend- und Sozialarbeit e. V.
- Katholische Kirche
- pro familia
- SOS-Kinderdörfer
- Zentralwohlfahrtsstelle der Juden in Deutschland
- Bund Freier evangelischer Gemeinden in Deutschland
- ErSte Trägergesellschaft mbH

Arbeiterwohlfahrt, Caritas, der Paritätische Wohlfahrtsverband, Deutsches Rotes Kreuz, Diakonie und die Zentralwohlfahrtsstelle der Juden in Deutschland sind als Spitzenverbände der Freien Wohlfahrtspflege in der Bundesarbeitsgemeinschaft der Freien Wohlfahrtspflege (BAGFW) zusammengeschlossen.